# Reality pornográfico

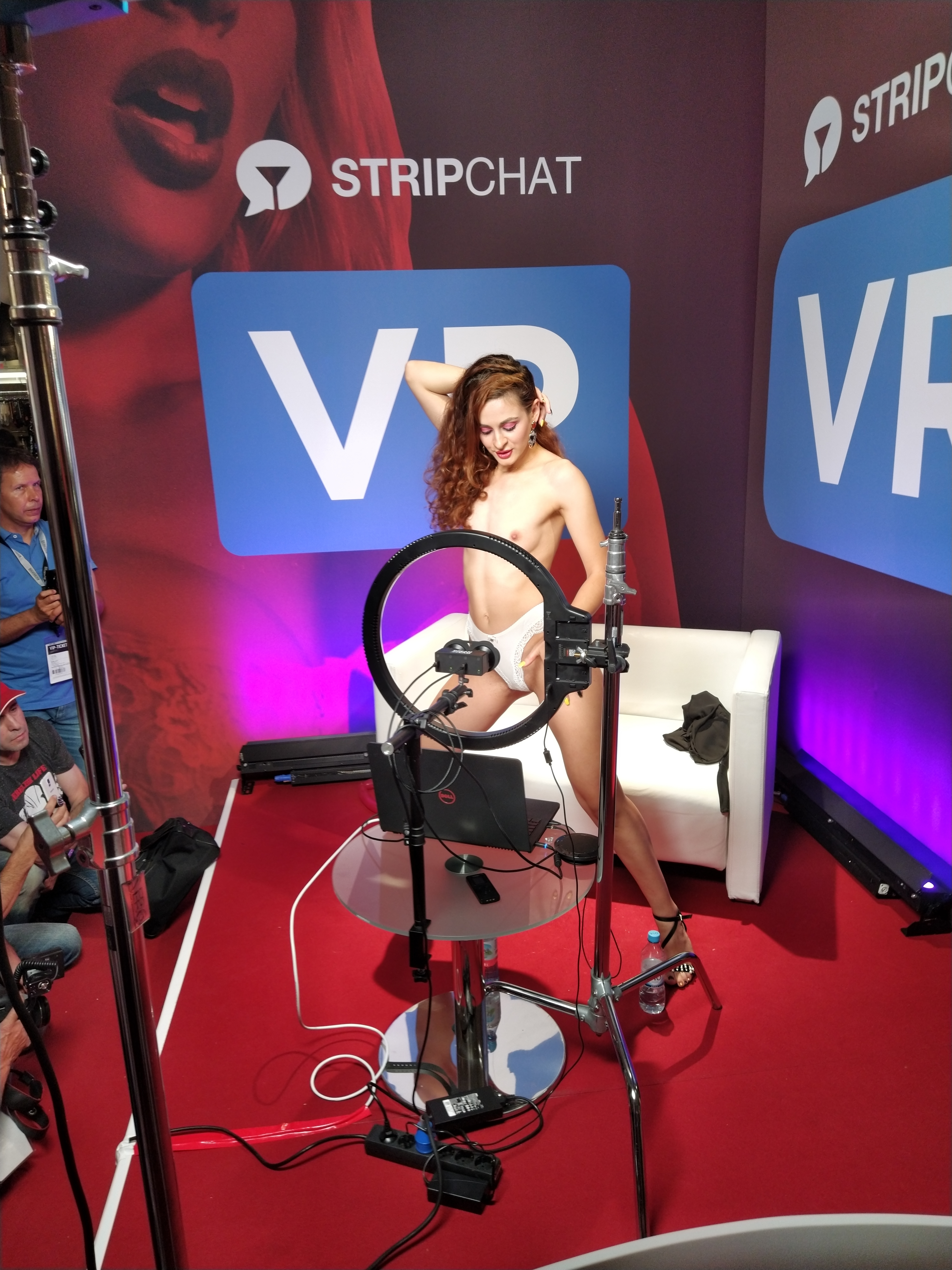
Sesión de grabación en la feria "Venus Berlín" de Alemania.

El reality pornográfico es un género propio dentro de las películas del cine para adultos donde las escenas escenificadas, generalmente filmadas en cinéma vérité, configuran y preceden a los encuentros sexuales. Estas escenas pueden tener al cámara involucrándose directamente en el sexo (como en las escenas de sexo gonzo o POV) o simplemente filmar a otras personas manteniendo relaciones sexuales. El género se presenta como "parejas reales que tienen sexo real". Se ha descrito como porno profesionalmente creado que busca emular el estilo de la pornografía amateur. Estudios que lo usan son Naughty America, Brazzers y Mofos.
Su popularidad creció significativamente a partir de 2005. Algunos ejemplos de este género importantes son Girls Gone Wild y Girls Who Like Girls Series. El trabajo del cineasta pornográfico Bruce Seven ha sido llamado reality pornográfico, debido a su falta de uso de guiones y por el uso de que los actores interpreten naturalmente su propio personaje.
Para cumplir con los requisitos de la industria para las pruebas de enfermedades de transmisión sexual (ETS), la gran mayoría de los realitys implica actores y actrices profesionales que se hacen pasar por los llamados "aficionados".
Otra variante de la pornografía de la realidad consiste en parejas normales que son filmadas por profesionales, en cuyo caso la única distinción obvia de la pornografía amateur es la mayor calidad de producción, filmación y edición. Con el desarrollo de las nuevas tecnologías y la realidad virtual, esta parcela se ha ido adentrando también en el género del reality pornográfico.